# Pierre Joliot

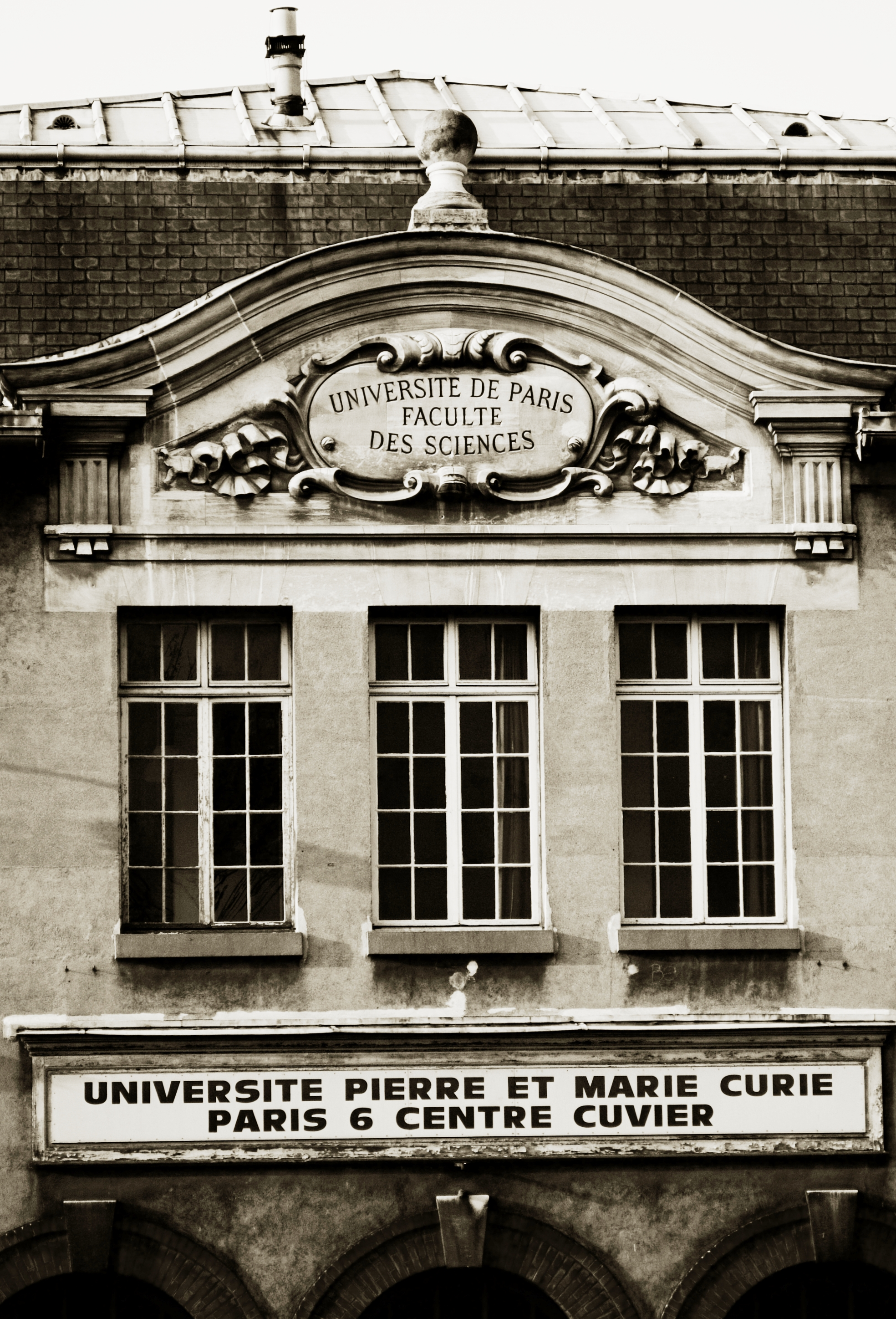
Aneks do Faculté des sciences w Paryżu (Université Pierre et Marie Curie)

Pierre Joliot (ur. 12 marca 1932 w Paryżu) – francuski biochemik, profesor honorowy Collège de France, członek Francuskiej Akademii Nauk odznaczony Legią Honorową i Narodowym Orderem Zasługi, syn Irène i Frédérica Joliot-Curie, wnuk Marii Skłodowskiej-Curie i Pierre'a Curie.

## Życiorys
Urodził się w Paryżu w roku 1932 jako syn Irène i Frédérica Joliot-Curie. Miał 3 lata, a jego siostra (Hélène) osiem, gdy ich rodzice odbierali Nagrodę Nobla w dziedzinie chemii za odkrycie zjawiska tworzenia par elektron-pozyton z fotonów (pozytonium) i sztucznej promieniotwórczości. Dzieci przejęły od  rodziców zapał do pracy naukowej. Córka została fizykiem jądrowym, a syn  – biochemikiem. Własne badania rozpoczynał w Faculté des sciences de Paris w roku 1954 jako stażysta. Został asystentem w roku 1956, a w roku 1960 obronił pracę doktorską w dziedzinie nauk fizycznych. Trzy lata później otrzymał stanowisko kierownika laboratorium (1963–1975). Został również dyrektorem do spraw badań w CNRS (1974) oraz kierownikiem zakładu, a następnie dyrektorem Institut de Biologie Physico-Chimique (1975–1997). Jest członkiem  Francuskiej Akademii Nauk – od roku 1977 jako korespondent, a od marca 1982 – członek rzeczywisty (Section de Biologie intégrative). W roku 1981 otrzymał katedrę bioenergetyki komórki i stanowisko profesora w Collège de France.
W latach 1985–1986 pełnił funkcję doradcy premiera w sprawach nauki i technologii, a w latach 1989-1992 był członkiem narodowego komitetu do spraw rozwoju badań naukowych. W trosce o zachowanie zasad etyki w nauce działał w odpowiednich komitetach, na szczeblu CNRS (w latach 1998-2000 jako przewodniczący) i na szczeblu narodowym (Comité consultatif national d'éthique).(2005-2009).

## Życie prywatne
Jest żonaty z Anne Joliot-Curie (ur. 1938, biolog); ma dwóch synów: Marca (ur. 1962, neurobiolog) i Alaina (ur. 1964, biochemik).

## Tematyka badań i publikacje
Jest specjalistą w dziedzinie biologii roślin; główna część jego prac naukowych dotyczyła mechanizmów konwersji i przenoszenia energii w centrach fotosyntezy. Opublikował również prace wykraczające poza zasadniczy obszar zainteresowań naukowych, np.:
- La recherche passionnément[3] (wydana w roku 2001 oraz w 2004 jako es La investigación apasionada[7]),
- Leçon inaugurale faite le vendredi 11 décembre 1981 (Collège de France, Chaire de bioénergétique cellulaire)[8]
- Energie 2007-2050: les choix et les pièges (wyd. Académie des sciences, France)[9]

## Odznaczenia i wyróżnienia
Jest Komandorem Narodowy Order Zasługi i Legii Honorowej (2001) oraz Wielkim Oficerem Legii Honorowej (Grand officier de la Légion d'honneur, 2012). Otrzymał Złoty Medal CNRS, (1982) oraz nagrody:
- 1968 – Prix André Policard-Lacassagne,
- 1970 – Kettering Prize (przyznawana przez American Society of Plant Physiologists),
- 1980 – Nagroda CEA (Commissariat à l'énergie atomique et aux énergies alternatives).

Jest członkiem:
- American Society of Plant Biologists (od 1970, członek zagraniczny),
- National Academy of Sciences (od 1979, członek zagraniczny),
- organizacji Academia Europaea (od 1989),
- Académie européenne des sciences et des arts (od 1992).

W 2019 otrzymał tytuł doktora honoris causa Uniwersytetu Marii Curie-Skłodowskiej